# BASF Business Services
BASF Digital Solutions (vor 1. Juli 2020 BASF Business Services, vor 2014 BASF IT Services, vor 2001 BASF Computer Services) ist ein Tochterunternehmen der BASF SE mit Sitz in Ludwigshafen am Rhein.
Die Gründung als BASF IT Services erfolgte durch den Zusammenschluss von IT-Aktivitäten der einzelnen Gesellschaften der BASF-Gruppe in Europa im Jahr 2001. Es arbeiten rund 2000 Mitarbeiter in mehreren europäischen Ländern für den IT-Dienstleister.
Wichtige Standorte des Unternehmens sind neben dem Hauptsitz in Ludwigshafen am Rhein, Münster und Schwarzheide.
Das Unternehmen mit den Kernkompetenzen Unternehmenslösungen und Managed Services verfügt über Erfahrung in der Zusammenarbeit mit dem Chemieunternehmen BASF SE.
Zu den Kunden gehören die BASF und deren Gruppengesellschaften.
2016 verkaufte das Unternehmen Teile seiner IT-Infrastruktur (Rechenzentrum) an Hewlett Packard Enterprise. Bei der Transaktion wechselten 80 Mitarbeiter zur Hewlett-Packard GmbH.

## Auszeichnungen
Im Jahr 2006 ist die BASF IT Services GmbH mit einem von zwölf „IChemE Awards“ ausgezeichnet worden in der Kategorie „The AspenTech Award for Innovation in IT“ für den sogenannten „Automationsverbund Analytik“, eine IT-Lösung, die analytische Messgeräte, welche mit individuell EDV-gestützten Systemen arbeiten, zu einem Verbund vernetzt und die Arbeitsschritte standardisiert.

## Tochterunternehmen
Das Hamburger Unternehmen „plan business market enabling services AG“ wurde im Jahr 2006 von der BASF IT Services akquiriert. Zu diesem Zeitpunkt hatte das Unternehmen 140 Mitarbeiter und einen Umsatz von etwa 25 Millionen Euro. Im August 2009 wurde die Gesellschaft in die „BASF IT Services Consult GmbH“ umgewandelt. Zum 31. Juli 2014 wurde die Gesellschaft an die Tech Mahindra verkauft und anschließend umbenannt. Sie war Bestandteil der Geschäftseinheit Market Solutions, die eigens für die Betreuung von Kunden außerhalb der BASF-Gruppe gegründet wurde. Diesen bot das Beratungshaus das gesamte Spektrum an Dienstleistungen rund um ihre IT. Zu den Geschäftspartnern der BASF IT Services Consult zählten – neben Unternehmen aus der Medien-, Logistik- und Transportbranche – vorrangig Kunden aus der Prozess und Fertigungsindustrie. Mit Bekanntgabe des Verkaufs gab das Unternehmen bekannt, sich zukünftig auf die Kunden in der BASF-Gruppe zu konzentrieren.

## Standorte
- Deutschland
  - Berlin
  - Kassel
  - Lemförde
  - Ludwigshafen am Rhein
  - Münster
  - Schwarzheide[2]